# Lucerna (Automarke)
Lucerna war eine Schweizer Automarke.

## Unternehmensgeschichte
A. H. Grivel war Direktor der Garage Schweizerhof in Luzern sowie Importeur von Aster-Motoren. 1907 begann er mit der Produktion von Automobilen unter dem Markennamen Lucerna. 1909 endete die Produktion nach nur wenigen hergestellten Exemplaren. 1910 waren in der Schweiz sieben Lucerna-Fahrzeuge zugelassen.

## Fahrzeuge
Im Angebot standen vier Personenwagen-Modelle. Dies waren der 10/14 PS, der 14/18 PS und der 20/24 PS mit Vierzylindermotoren sowie der 20/24 PS mit Sechszylindermotor. Die Motoren kamen von Aster und die Fahrgestelle von Malicet & Blin. Die Motorleistung wurde mittels einer Kardanwelle an die Hinterachse übertragen. Außerdem entstanden die Lastkraftwagen-Modelle 10/12 PS und 12/14 PS mit Zweizylindermotoren und Kettenantrieb.

## Neupreise
Laut einer Anzeige im Jahr 1908 wurden folgende Modelle als lieferbar angeboten:
| Modell   | Ausführung              | Motor              | Anzahl Gänge | Preis in Schweizer Franken |
| 10/14 PS | Fahrgestell ohne Reifen | Vierzylindermotor  | 3            | 7.500                      |
| 14/18 PS | Fahrgestell ohne Reifen | Vierzylindermotor  | 3            | 8.000                      |
| 20/24 PS | Fahrgestell ohne Reifen | Vierzylindermotor  | 4            | 11.000                     |
| 20/24 PS | Landaulet komplett      | Vierzylindermotor  | 4            | 16.000                     |
| 20/24 PS | Fahrzeug komplett       | Sechszylindermotor | 3            | 12.000                     |
| 10/12 PS | Lastwagen mit Reifen    | Zweizylindermotor  | 3            | 6.500                      |
| 12/14 PS | Lastwagen mit Reifen    | Zweizylindermotor  | 3            | 8.000                      |